# Кузюг (приток Вочи)
Кузюг, Кузюк, Большой Кузюг — река в России, протекает в Павинском районе Костромской области. Устье реки находится в 56 км по правому берегу реки Вочь. Длина реки составляет 26 км, площадь водосборного бассейна 127 км². В 7,2 км от устья принимает справа реку Рассоха.
Исток реки находится в лесах в 10 км к юго-западу от села Павино. Река течёт на юго-восток, затем — на северо-восток, русло сильно извилистое. Крупнейший приток — Рассоха (правый). В верхнем течении на левом берегу деревня Ляпустницы, в нижнем течении — старая Заречная, Высокая Лисья (левый берег) и Кузюг (правый берег). Впадает в Вочь у деревни Мундор в 5 км к востоку от села Павино.

## Данные водного реестра
По данным государственного водного реестра России относится к Верхневолжскому бассейновому округу, водохозяйственный участок реки — Ветлуга от истока до города Ветлуга, речной подбассейн реки — Волга от впадения Оки до Куйбышевского водохранилища (без бассейна Суры). Речной бассейн реки — (Верхняя) Волга до Куйбышевского водохранилища (без бассейна Оки).
По данным геоинформационной системы водохозяйственного районирования территории РФ, подготовленной Федеральным агентством водных ресурсов:
- Код водного объекта в государственном водном реестре — 08010400112110000041202
- Код по гидрологической изученности (ГИ) — 110004120
- Код бассейна — 08.01.04.001
- Номер тома по ГИ — 10
- Выпуск по ГИ — 0